# Jolanda di Savoia
Jolanda di Savoia là một đô thị ở tỉnh Ferrara, vùng Emilia-Romagna của Italia, nằm ở vị trí cách khoảng 70 km về phía đông bắc của Bologna và khoảng 30 km về phía đông của Ferrara. Tại thời điểm ngày 31 tháng 12 năm 2004, đô thị này có dân số là 3.298 người và diện tích là 108,1 km².
Jolanda di Savoia giáp các đô thị: Berra, Codigoro, Copparo, Formignana, Migliarino, Tresigallo.